# Campeonato Equatoriano de Futebol de 2020 – Segunda Divisão
A Série B do Campeonato Equatoriano de Futebol de 2020, também conhecida como Primeira B de 2020 e oficialmente como LigaPro Serie B de 2020, foi a quadragésima terceira (43.ª) edição da segunda divisão do futebol equatoriano e a segunda (2.ª) sob a denominação de LigaPro. O torneio foi organizado pela Liga Profissional de Futebol do Equador (LigaPro) e contou com a participação de dez times em um sistema de fase única classificatória de pontos corridos. A temporada começou em 29 de fevereiro e foi concluída em 14 de novembro de 2020.

## Regulamento

### Sistema de disputa
A Serie B de 2020 foi disputada por dez clubes e ocorreu em fase única classificatória (temporada regular). Nesta fase, os clubes participantes se enfrentam em turno único no sistema de todos contra todos (pontos corridos) com partidas de ida e volta , num total de 18 jogos para cada clube. Ao final das 18 rodadas da fase de classificação, os dois primeiros colocados (campeão e vice-campeão) foram promovidos para a Serie A de 2021 e os dois últimos foram rebaixados para a Segunda Categoría de 2021, terceira divisão de futebol do Equador.

### Critérios de desempate
Em caso de empate no número de pontos ganhos na fase de classificação, foram aplicados os seguintes critérios de desempate, na seguinte ordem:
1. Melhor saldo de gols
2. Mais gols pró
3. Melhor performance no confronto direto
4. Sorteio

## Participantes

### Informações dos clubes
| Equipe                 | Cidade        | Província     | Estádio (mando)             | Capac. | Título(s)  |
| ---------------------- | ------------- | ------------- | --------------------------- | ------ | ---------- |
| 9 de Octubre           | Guayaquil     | Guayas        | Alejandro Ponce Noboa       | 03 500 | 0 (nenhum) |
| América de Quito       | Quito         | Pichincha     | Olímpico Guillermo Albornoz | 12 000 | 1 (1978)   |
| Atlético Porteño       | Salinas       | Santa Elena   | Pablo Sandiford             | 02 000 | 0 (nenhum) |
| Atlético Santo Domingo | Santo Domingo | Santo Domingo | Olímpico de Santo Domingo   | 10 172 | 0 (nenhum) |
| Chacaritas             | Pelileo       | Tungurahua    | Ciudad de Pelileo           | 08 000 | 0 (nenhum) |
| Fuerza Amarilla        | Machala       | El Oro        | 9 de Mayo                   | 16 456 | 0 (nenhum) |
| Gualaceo               | Gualaceo      | Azuay         | Gerardo León Pozo           | 03 171 | 0 (nenhum) |
| Independiente Juniors  | Latacunga     | Cotopaxi      | General Rumiñahui           | 07 233 | 0 (nenhum) |
| Manta                  | Manta         | Manabí        | Jocay                       | 18 125 | 1 (2008)   |
| Santa Rita             | Vinces        | Los Ríos      | 14 de Junio                 | 03 000 | 0 (nenhum) |

## Temporada Regular

### Classificação
| Pos | Equipe                 | Pts | J  | V | E | D | GP | GC | SG  | Classificação                          |
| --- | ---------------------- | --- | -- | - | - | - | -- | -- | --- | -------------------------------------- |
| 1   | 9 de Octubre           | 33  | 18 | 9 | 6 | 3 | 27 | 16 | +11 | Campeão — Promovido à Série A de 2021  |
| 2   | Manta                  | 32  | 18 | 9 | 5 | 4 | 26 | 18 | +8  | Promovido à Série A de 2021            |
| 3   | América de Quito       | 28  | 18 | 8 | 4 | 6 | 20 | 14 | +6  |                                        |
| 4   | Atlético Porteño       | 26  | 18 | 7 | 5 | 6 | 15 | 15 | 0   |                                        |
| 5   | Chacaritas             | 23  | 18 | 5 | 8 | 5 | 23 | 26 | −3  |                                        |
| 6   | Gualaceo               | 22  | 18 | 6 | 4 | 8 | 21 | 21 | 0   |                                        |
| 7   | Independiente Juniors  | 20  | 18 | 4 | 8 | 6 | 19 | 24 | −5  |                                        |
| 8   | Atlético Santo Domingo | 20  | 18 | 4 | 8 | 6 | 12 | 19 | −7  |                                        |
| 9   | Fuerza Amarilla        | 18  | 18 | 3 | 9 | 6 | 14 | 19 | −5  | Rebaixados à Segunda Categoría de 2021 |
| 10  | Santa Rita             | 16  | 18 | 3 | 7 | 8 | 19 | 24 | −5  | Rebaixados à Segunda Categoría de 2021 |

### Resultados
| Mandante \ Visitante   | 9OC | AME | APO | ASD | CHA | FAM | GUA | IJR | MAN | STR |
| ---------------------- | --- | --- | --- | --- | --- | --- | --- | --- | --- | --- |
| 9 de Octubre           | —   | 1–0 | 2–0 | 1–1 | 1–1 | 1–0 | 2–1 | 5–1 | 1–0 | 2–1 |
| América de Quito       | 0–0 | —   | 0–1 | 3–0 | 1–2 | 2–1 | 1–0 | 1–0 | 2–2 | 2–1 |
| Atlético Porteño       | 1–3 | 0–1 | —   | 0–1 | 1–0 | 0–0 | 2–1 | 2–2 | 1–0 | 1–0 |
| Atlético Santo Domingo | 1–4 | 1–0 | 0–0 | —   | 1–0 | 0–0 | 0–1 | 0–1 | 1–1 | 3–0 |
| Chacaritas             | 1–1 | 2–2 | 2–1 | 3–3 | —   | 0–0 | 1–0 | 1–1 | 2–1 | 1–2 |
| Fuerza Amarilla        | 0–0 | 1–1 | 0–2 | 0–0 | 4–1 | —   | 2–1 | 0–0 | 0–3 | 1–1 |
| Gualaceo               | 3–2 | 1–0 | 1–1 | 4–0 | 0–0 | 1–1 | —   | 1–0 | 0–1 | 2–1 |
| Independiente Juniors  | 2–0 | 0–3 | 0–1 | 0–0 | 2–2 | 2–0 | 1–1 | —   | 1–1 | 2–2 |
| Manta                  | 2–0 | 1–0 | 2–1 | 1–0 | 3–1 | 3–2 | 3–2 | 1–3 | —   | 0–0 |
| Santa Rita             | 1–1 | 0–1 | 0–0 | 0–0 | 2–3 | 1–2 | 3–1 | 3–1 | 1–1 | —   |

## Estatísticas

### Artilharia
| Rank | Nome do jogador        | Clube            | Gols | Jogos | Média | Minutos | Pênalti |
| ---- | ---------------------- | ---------------- | ---- | ----- | ----- | ------- | ------- |
| 1    | Ángel Ledesma          | Manta            | 9    | 17    | 0.53  | 1432    | 2       |
| 2    | Cristian Andrés García | Manta            | 8    | 17    | 0.47  | 1290    | 3       |
| 3    | José Lugo Quiñonez     | América de Quito | 7    | 17    | 0.41  | 1280    | 3       |
| 4    | Walberto Caicedo       | 9 de Octubre     | 7    | 17    | 0.41  | 1181    | 0       |
| 5    | Renny Jaramillo        | 9 de Octubre     | 7    | 18    | 0.39  | 1573    | 5       |
| 6    | Luis Carlos de Jesús   | Gualaceo         | 5    | 15    | 0.33  | 1350    | 2       |
| 7    | Héctor Penayo          | Chacaritas       | 5    | 11    | 0.45  | 810     | 1       |
| 8    | Wilson Folleco         | Gualaceo         | 4    | 15    | 0.26  | 1290    | 0       |
| 9    | Paul Marret            | Santa Rita       | 4    | 15    | 0.27  | 1077    | 1       |
| 10   | Federico Haberkorn     | Gualaceo         | 4    | 16    | 0.25  | 1241    | 0       |

Fonte: Soccerway

## Premiação
| Campeonato Equatoriano de Futebol de 2020 LigaPro Serie B de 2020 |
| ----------------------------------------------------------------- |
| 9 de Octubre Fútbol Club Campeão (1.º título)                     |